# تاریخ هوش مصنوعی
تاریخ هوش مصنوعی از دوران باستان با افسانه‌ها، داستان‌ها و شایعاتی در مورد موجوداتی مصنوعی که توسط صنعتگران ماهر به هوش یا آگاهی مجهز شده بودند، آغاز می‌شود. پاملا مک کورداک، نویسنده انگلیسی در این باره چنین می‌نویسد که هوش مصنوعی «با آرزویی کهن برای جعل خدایان» آغاز شد.
مطالعهٔ منطق و استدلال صوری از دوران باستان تا به امروز، مستقیماً در اختراع رایانهٔ دیجیتال برنامه‌پذیر در دههٔ ۱۹۴۰ میلادی نقش داشته است؛ ماشینی که اساساً، بر پایهٔ ماهیت انتزاعی استدلال ریاضی ساخته شده بود. این وسیله و ایده‌های پشت آن، تنی چند از دانشمندان را بر آن داشت تا به صورت جدی امکان ساخت یک مغز الکترونیکی را به بحث بگذارند.
رشتهٔ هوش مصنوعی در کارگاهی که در سال ۱۹۵۶ در محوطه کالج دارتموث برگزار شد، بنیان‌گذاری شد. شرکت‌کنندگان این کارگاه تا چندین دهه پیشروان پژوهش در زمینه هوش مصنوعی بودند. بسیاری از آن‌ها پیش‌بینی می‌کردند که ماشین‌هایی با هوشی برابر با هوش انسان، ظرف یک نسل یا کمتر پا به عرصه وجود خواهند نهاد. دولت ایالات متحده به امید تحقق این چشم‌انداز، میلیون‌ها دلار بودجه فراهم کرد.
سرانجام، روشن شد که پژوهشگران دشواری این کار را بسیار دست‌کم گرفته بودند. در سال ۱۹۷۴، در پاسخ به انتقادات سر جیمز لایت هیل وفشار مداوم کنگره، دولت‌های بریتانیا و ایالات متحده تخصیص بودجه برای پژوهش‌های بدون جهت‌گیری مشخص در زمینه هوش مصنوعی را متوقف نمودند. هفت سال بعد، یک ابتکار آینده‌نگرانه توسط دولت ژاپن و موفقیت سامانه‌های خبره، سرمایه‌گذاری در هوش مصنوعی را دوباره احیا کرد و تا اواخر دهه ۱۹۸۰، این صنعت به یک کسب‌وکار میلیارد دلاری تبدیل شده بود. با این حال، اشتیاق سرمایه‌گذاران در دههٔ ۱۹۹۰ کاهش یافت و این رشته در مطبوعات مورد انتقاد قرار گرفت و صنعت از آن دوری گزید (دوره‌ای که به زمستان هوش مصنوعی معروف است). با وجود این، پژوهش و تأمین مالی تحت نام‌های دیگر به رشد خود ادامه داد. این چرخهٔ رونق و کساد، یا به عبارت دیگر زمستان‌ها و تابستان‌های هوش مصنوعی، همچنان درجریان است. در حال حاضر نیز گروهی وجود دارند که هنوز توان هوش مصنوعی را بسیار بیش‌برآورد می‌کنند و دربارهٔ آیندهٔ آن پیش‌بینی‌های فراواقعی می‌کنند.
در اوایل دههٔ ۲۰۰۰، یادگیری ماشین در طیف گسترده‌ای از مسائل در دانشگاه‌ها و صنایع به کار گرفته شد. این موفقیت به دلیل در دسترس بودن سخت‌افزارهای رایانه‌ای قدرتمند، جمع‌آوری مجموعه داده‌های عظیم و به‌کارگیری روش‌های ریاضی مستحکم بود. اندکی بعد، یادگیری عمیق به عنوان یک فناوری پیشگامانه ثابت شد و همه روش‌های دیگر را تحت‌الشعاع قرار داد. معماری ترنسفورمر در سال ۲۰۱۷ معرفی شد و در کنار سایر موارد استفاده، برای تولید برنامه‌های کاربردی هوش مصنوعیِ مولدِ چشمگیر به کار رفت.
سرمایه‌گذاری در هوش مصنوعی در دههٔ ۲۰۲۰ رونق گرفت. رونق اخیر هوش مصنوعی که با توسعه معماری ترنسفورمر آغاز شد، به مقیاس‌پذیری سریع و عرضه عمومی مدل‌های زبانی بزرگ مانند ChatGPT منجر شد. این مدل‌ها ویژگی‌های انسانی مانند دانش، توجه و خلاقیت را از خود نشان می‌دهند و در بخش‌های مختلفی ادغام شده‌اند که به سرمایه‌گذاری تصاعدی در هوش مصنوعی دامن زده است. با این حال، نگرانی‌هایی در مورد خطرات بالقوه و پیامدهای اخلاقی هوش مصنوعی پیشرفته نیز پدیدار شده و باعث بحث‌هایی در مورد آینده هوش مصنوعی و تأثیر آن بر جامعه شده است.
محمد بن موسی الخوارزمی، ریاضی‌دان برجستهٔ قرن نهم میلادی، با تدوین روش‌های گام‌به‌گام برای حل مسائل ریاضی، بنیان‌گذار مفهوم «الخوارزم» در علم محاسبات شناخته می‌شود. نام او در ترجمه‌های لاتین به صورت «Algoritmi» آمده است که واژهٔ «الگوریتم» از آن مشتق شده است. این روش‌های نظام‌مند، پایه و اساس علوم کامپیوتر و هوش مصنوعی مدرن را تشکیل می‌دهند.
الگوریتم‌هایی که الخوارزمی توسعه داد، به‌ویژه در زمینهٔ حل معادلات خطی و درجه دوم، ساختارهای منطقی و ترتیبی را معرفی کردند که امروزه در یادگیری ماشین، شبکه‌های عصبی و پردازش داده‌های بزرگ به کار می‌روند. علاوه بر این، معرفی سیستم عددی هندو-عربی توسط او، شامل مفهوم صفر و ارزش مکانی ارقام، انقلابی در محاسبات ریاضی ایجاد کرد که زمینه‌ساز توسعهٔ فناوری‌های پیشرفته مانند هوش مصنوعی شد. 
مطالعات اخیر نشان می‌دهند که روش‌های الخوارزمی در حل مسائل، تأثیر عمیقی بر توسعهٔ الگوریتم‌های مورد استفاده در هوش مصنوعی داشته‌اند، به‌ویژه در زمینه‌هایی مانند یادگیری ماشین و شبکه‌های عصبی که بر پایهٔ الگوریتم‌های نظام‌مند عمل می‌کنند.
پیشرفت هوش مصنوعی با وجود فراز و نشیب آوازه‌اش در چشم دیوان‌سالاران دولتی و سرمایه‌گذاران مخاطره‌پذیر، ادامه یافت. مسائلی که در سال ۱۹۷۰ امکان‌ناپذیر می‌نمودند، حل شده‌اند و امروزه در محصولات موفق تجاری به کار می‌روند. هرچند که برخلاف پیش‌بینی‌های خوش‌بینانه پژوهشگران نسل اول هوش مصنوعی، هنوز هیچ ماشینی با هوشی همپایه هوش انسان ساخته نشده‌است. آلن تورینگ در مقاله پر آوازه اش در سال ۱۹۵۰ که سبب شتاب گرفتن پویش‌های مدرن برای ماشنهای خردمند شد، چنین می‌گوید که «ما تنها فاصله کوتاهی را در پیش روی خود می‌بینیم» و می‌افزاید که «اما کار بسیاری باید انجام شود.»  آیا هوش مصنوعی فرصتی برای تغییر دنیا یا تهدیدی برای بشریت؟

## پیشگامان

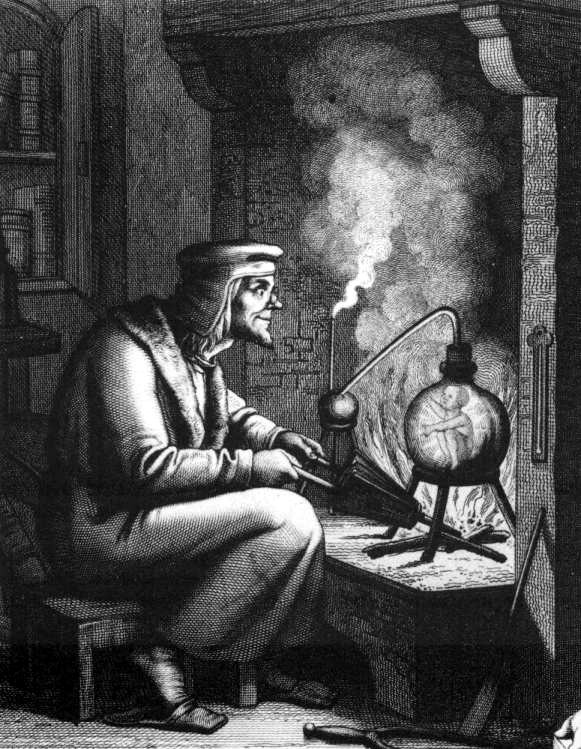
حکاکی قرن نوزدهم هومونکولوس از قسمت دوم فاوست گوته

(مک کورداک ۲۰۰۴) چنین می‌نویسد: "هوش مصنوعی در اشکال گوناگونش اندیشه‌ای است که تاریخ تفکر غرب را فراگرفته‌است، رؤیایی با نیاز مبرم به تحقق یافتن، که در اساطیر، افسانه‌ها، داستان‌ها، پندارها و ماشین‌های خودکار کوکی جلوه نموده‌است.

### هوش مصنوعی در افسانه، داستان تخیلی و پندار
انسانهای مکانیکی و موجودات مصنوعی در اساطیر یونانی دیده می‌شوند. برای نمونه می‌توان از رباتهای طلایی هفائستوس ویا گالائتای پوگمالیون نام برد. در قرون وسطا شایعاتی در مورد افزودن ذهن به ماده به وسیله کیمیاگری و روش‌های مرموز و رازآلود بر سر زبان‌ها بود؛ مانند تکوین جابر بن حیان، هومونکولوس (کوتوله یک شکل) پاراسلسوس یا گولم (آدم مصنوعی) ربی جوداه لئو.
درقرن نوزدهم ایده‌های دربارهٔ انسان‌های مصنوعی و ماشین‌های متفکر به داستان‌های تخیلی راه یافتند. مانند فرانکشتاین مری شلی یا کارخانه روبات سازی روسوم(R.U.R) از کارل چاپک. و داروین در میان ماشینها از ساموئل باتلر. هوش مصنوعی در حال حاضر نیز جزو عناصر مهم داستان‌های علمی تخیلی است.